# Verband Deutscher Studentenschaften
Der Verband Deutscher Studentenschaften (ab 1975: Vereinigte Deutsche Studentenschaften, abgekürzt VDS oder vds) war von 1949 bis 1990 die studentische Interessenvertretung der damaligen Bundesrepublik und West-Berlins. Dem VDS gehörten anfangs nur die Studentenschaften der Universitäten und Hochschulen mit Promotionsrecht an (zirka 50); nach der Vereinigung mit den zuvor getrennt organisierten Fachhochschulvertretungen im Jahr 1975 hatte der Verband 161 Mitglieder.

## Geschichte
Nach dem Ende des Zweiten Weltkriegs lösten die Alliierten die Deutsche Studentenschaft als NS-Organisation auf (Kontrollratsgesetz Nr. 2), unterstützten aber zugleich den Neuaufbau demokratischer Studentenvertretungen an den deutschen Hochschulen. Ab 1946 fanden die ersten Studententage auf Zonenebene statt; der einzige gesamtdeutsche Studententag 1948 in Berlin war aber bereits vom aufkommenden Ost-West-Konflikt überschattet. So sahen sich die anfangs noch frei gewählten Studentenräte in der sowjetischen Besatzungszone zunehmend den Machtansprüchen von SED und FDJ ausgesetzt. Der Widerstand dagegen führte im Laufe des Jahres zur Gründung der Freien Universität im Westteil Berlins wie auch zur Spaltung der gesamten Studentenschaft. Am 30. Januar 1949 wurde in Marburg von Vertretern der westdeutschen und West-Berliner Hochschulen der Verband Deutscher Studentenschaften gegründet, der im Juli 1949 schließlich jede Zusammenarbeit mit den ostdeutschen Studentenräten abbrach.
In der Folgezeit setzte sich der Verband vornehmlich für die Betreuung von Flüchtlingsstudenten und politisch verfolgten Kommilitonen in der DDR, für die Wiederanknüpfung von Auslandskontakten sowie für die sozialen Belange der Studierenden ein. Als größter politischer Erfolg des VDS gilt bis heute die Einführung einer allgemeinen Studienförderung nach dem sogenannten „Honnefer Modell“ 1957, aus dem später das heutige BAföG hervorging. Später traten Forderungen nach einer grundlegenden Reform der Hochschulen, insbesondere nach studentischer Mitbestimmung, in den Vordergrund. So verfasste eine Kommission des VDS 1962 eine vielbeachtete Denkschrift zur Gründung und Ausgestaltung neuer Hochschulen.
Höchstes Organ des VDS war die einmal jährlich tagende Mitgliederversammlung, in der die einzelnen Hochschulen durch ihre AStA-Vorsitzenden und ggf. weitere Delegierte vertreten waren. Zwischen den Mitgliederversammlungen nahm die Delegiertenkonferenz (ab 1961 Delegiertenrat, ab 1969 Zentralrat) deren legislative Aufgaben wahr und kontrollierte die Arbeit des in der Regel vierköpfigen Vorstandes. Neben seiner Geschäftsstelle in Bonn unterhielt der VDS mehrere Fachämter, darunter das Amt für Gesamtdeutsche Studentenfragen (AGSF) in West-Berlin sowie ein ebenfalls mit der Flüchtlingsbetreuung betrautes Sozialamt in Bonn, aus dem später die Otto Benecke Stiftung hervorging. Hinzu kam der in Darmstadt ansässige Allgemeine Deutsche Hochschulsportverband (ADH), der die Aufgaben eines VDS-Sportamtes wahrnahm. Zur Wahrnehmung fachlicher Belange waren die örtlichen Fachschaften überregional zu Fachverbänden zusammengeschlossen, aus denen später die heutigen Bundesfachschaftentagungen hervorgingen. Zur Vertretung gemeinsamer Interessen bildete der VDS seit 1952 mit den Studentenverbänden der so genannten „nichtwissenschaftlichen“ Hochschulen (pädagogische Hochschulen, höhere Wirtschafts- und Ingenieurschulen) den Deutschen Bundesstudentenring.
Politisch verstand sich der VDS bis in die 1960er Jahre hinein als neutrale Interessenvertretung aller Studenten. Parteipolitische Gruppen spielten seinerzeit nur eine geringe Rolle, zumal da die lokalen Studentenausschüsse lange Zeit nicht aus Listenwahlen hervorgingen, sondern sich – wie heute wieder an einigen ostdeutschen Hochschulen – aus direkt gewählten Fakultätsvertretern zusammensetzten. Auch traditionelle Studentenverbindungen waren anfangs im VDS verpönt; erst 1956 gelang es einem Angehörigen einer schlagenden Verbindung, zum Vorsitzenden des VDS gewählt zu werden. Für die Offenheit des damaligen VDS spricht, dass sein Nachfolger wiederum dem Sozialistischen Deutschen Studentenbund (SDS) angehörte; beide achteten im Übrigen streng darauf, nicht als Vertreter ihrer jeweiligen Gruppierung wahrgenommen zu werden.
Im Zuge der Studentenbewegung Ende der 1960er gewannen indes linke Gruppen die Mehrheit in den ASten und im VDS. 1969 versuchte die Führung des SDS vorübergehend, den aus ihrer Sicht „reaktionären“ VDS ganz zu zerschlagen, nachdem dessen Umwandlung in einen „revolutionären Kampfverband“ nicht gelungen war. Innerhalb weniger Monate wurden die Bonner Geschäftsstelle aufgelöst und sämtliche Vermögenswerte verkauft. Nach Veröffentlichung einer „Liquidierungserklärung“ trat der SDS/VDS-Vorstand schließlich Ende 1969 zurück, und vom Amtsgericht wurde ein Notvorstand bestellt. Nach der Selbstauflösung des SDS übernahmen in den 1970er Jahren andere linke Gruppen – MSB Spartakus, Sozialistischer Hochschulbund (SHB), Juso-Hochschulgruppen, Liberaler Hochschulverband und Basisgruppen – die Führung des so geschwächten VDS. Auch der 1975 erfolgte Zusammenschluss mit den Fachhochschulverbänden konnte den politischen Bedeutungsverlust des Verbandes langfristig nicht aufhalten.
Anfang 1990 brachen die Vereinigten Deutschen Studentenschaften schließlich im Streit auseinander, nachdem sich die verschiedenen in ihr vertretenen „Strömungen“ weder über die künftige Arbeit des Verbandes noch über die Bewertung des chinesischen Tian’anmen-Massakers im Sommer 1989 einigen konnten. Nach dem Auszug von Juso-Hochschulgruppen und (grün-alternativen) Basisgruppen waren die VDS faktisch tot; eine offizielle Auflösung erfolgte mangels Beschlussfähigkeit nie.
Die VDS war Mitglied des Western European Student Information Bureau (WESIB), der heutigen European Students’ Union (ESU).

## Nachfolgeorganisationen
Als faktischer Nachfolgeverband der VDS gilt der 1993 gegründete freie zusammenschluss von studentInnenschaften. Daneben besteht der einstige VDS-„Projektbereich Studienplatztausch“ als eingetragener Verein fort und betreibt heute eine Tauschbörse im Internet. Auch der „Reisedienst Deutscher Studentenschaften“ (rds), an dem die VDS als Mehrheitsgesellschafter beteiligt waren, existiert bis heute und fungiert als autorisierter Herausgeber des Internationalen Studentenausweises ISIC für Deutschland.

## Bekannte Ehemalige
- Hans Altendorf (Vorstand 1972/73, SHB, später Direktor bei der Stasi-Unterlagenbehörde BStU)
- Rudolf von Bennigsen-Foerder (Vorstand 1949/50, später Vorstandsvorsitzender der VEBA AG)
- Wolfgang Bergsdorf (VDS-Sozialreferent 1963/64, ehemals Präsident der Universität Erfurt)
- Pascal Beucker (Vorstand 1989/90, RSG, Journalist)
- Tissy Bruns (Vorstand ab 1978, MSB Spartakus, Journalistin)
- Joseph Bücker (Vorstand 1953/54, später Direktor beim Deutschen Bundestag)
- Friedemann Büttner (Vorstand 1961/62, später Politikprofessor an der Freien Universität Berlin)
- Dieter-Julius Cronenberg (Vorstand 1954/55, später Bundestagsvizepräsident)
- Frank Dahrendorf (Vorstand 1956/57, später Justizsenator in Hamburg und Innensenator in Berlin)
- Eberhard Diepgen (Vorstand 1965/66, später Regierender Bürgermeister in Berlin)
- Jochen Dietrich (Vorstand ab 1977, SHB, Autor und Journalist)
- Christoph Ehmann (Vorsitzender 1968/69, später u. a. Staatssekretär in Mecklenburg-Vorpommern)
- Carl-Heinz Evers (Geschäftsführer „Amt für gesamtdeutsche Studentenfragen“ 1950–1952, später Schulsenator in Berlin)
- Fritz Fliszar (Leiter der politischen Abteilung 1966–1968, später FDP-Bundesgeschäftsführer)
- Herbert Gassert (Vorsitzender 1953/54, später Vorstandsvorsitzender der BBC AG Mannheim)
- Volker Gerhardt (Vorstand 1968/69, Philosophieprofessor an der Humboldt-Universität zu Berlin)
- Paul Leo Giani (Vorstand 1965/66, später SPD-Politiker in Hessen)
- Helmut Glaszinski (Gründungsvorsitzender 1949, später Manager bei Mannesmann)
- Gerhard Grohs (Vorstand 1953/54, Soziologieprofessor in Mainz)
- Rudolf Hartung (Vorstand 1975/76, Juso-Hochschulgruppen, SPD-Politiker)
- Hannes Heer (Vorstand 1969, freier Autor und Ausstellungsmacher)
- Wolfgang Heinz (Abteilungsleiter Innenpolitik 1964–1966, FDP-Politiker)
- Ludolf Herrmann (VDS-Pressereferent 1961–1963, später Chefredakteur von Christ und Welt sowie Capital)
- Otto Herz (Vorstand 1967/68, später u. a. GEW-Bundesvorstand)
- Walter Hirche (Vorsitzender 1966/67, später Wirtschaftsminister in Brandenburg und Niedersachsen, 2002–2004 Präsident der Deutschen UNESCO-Kommission)
- Gerd Köhler (Vorstand 1970/71, SHB, später u. a. bis 2006 GEW-Bundesvorstand)
- Lothar Krappmann (Vorsitzender 1962–1964, später Professor am Max-Planck-Institut für Bildungsforschung in Berlin)
- Karl-Heinz Krems (Vorstand 1977/78, LHV, später SPD-Politiker und Staatssekretär in Nordrhein-Westfalen)
- Manfred Lennings (Vorsitzender 1959/60, später Manager in der Montanindustrie)
- Wolfgang Lieb (Mitglied des „Notvorstands“ 1969/70, später Staatssekretär in Nordrhein-Westfalen)
- Steffen Lehndorff (Vorstand 1970/71, MSB Spartakus)
- Klaus Meschkat (Vorsitzender 1958/59, später Professor für Soziologie)
- Günter Meyer (Vorstand 1961/62, später CDU-Politiker und Staatsminister in Sachsen)
- Rolf Möller (2. Vorsitzender 1955/56, später Generalsekretär der VolkswagenStiftung)
- Bernhard von Mutius (Vorstand 1970/71)
- Björn Pätzoldt (Vorstand 1968/69, Verleger)
- Helmut Reihlen (Vorstand 1957/58, später Direktor des Deutschen Instituts für Normung und Präses der Landessynode der Evangelischen Kirche in Berlin-Brandenburg).
- Ottmar Schreiner (Vorstand 1973/74, Juso-Hochschulgruppen, SPD-Politiker)
- Dietrich Spangenberg (Leiter „Amt für gesamtdeutsche Studentenfragen“ des VDS 1951–1958, später Senatskanzleichef in Berlin und Staatssekretär in Bonn)
- Ernst-Christoph Stolper (Vorsitzender 1984–1986, LHV, später Vorsitzender der Jungdemokraten, grüner Politiker, Staatssekretär in Rheinland-Pfalz, BUND)
- Leander Sukov (Geschäftsführer 1982–1984, damals Mitglied der Juso-HSG, Freudenberger Kreis, jetzt Schriftsteller, Mitglied des PEN und des VS)
- Walther Tröger (1953–1961 Geschäftsführer des Allg. Deutschen Hochschulsportverbands (ADH), später Präsident und Ehrenpräsident des Nationalen Olympischen Komitees für Deutschland)
- Peter Wahl, Vorstand 1973/74, MSB Spartakus, später Mitbegründer von attac
- Christian Walther (Vorstand 1980/81, LHV, Journalist)
- Dieter Wellershoff (Chefredakteur der Deutschen Studentenzeitung, freier Schriftsteller)
- Dietrich Wetzel (Vorsitzender 1960/61, später Publizist und MdB für Die Grünen)
- Jürgen Wohlrabe, (Berliner Landesvorsitzender 1960/61, sowie CDU- und RCDS-Mitglied)